# Paul Fieschi
Paul Fieschi, ou Paul de Fiesque sous sa forme francisée, est le quatre-vingt-troisième évêque de Toul de 1645 à 1645. Il est issu d'une famille noble originaire de Gênes.

## Biographie
En 1641, à la mort de l'évêque Charles-Chrétien de Gournay, le roi Louis XIII décida de nommer à sa place Paul Fieschi, envoyé de la république de Gênes et résident à Paris, mais le pape Urbain VIII refusa de le confirmer et proposa au roi de nommer Monsieur de Loyac. Louis XIII persista à vouloir nommer Paul Fieschi, l'investit du pouvoir temporel du diocèse de Toul et ordonna au Parlement de Metz, installé alors à Toul, d'interdire à Monsieur de Loyac de recevoir les bulles de nomination du pape. 
En 1644, Urbain VIII meurt et son successeur, Innocent X, accepte la nomination de Paul Fiechi, qui fut ordonné évêque le 15 janvier 1645, mais meurt peu après à Rome, en mars 1645.

## Source
- A. D. Thierry, Histoire de la ville de Toul et de ses évêques, vol. 2, Paris, 1841 (lire en ligne), p. 178-182.